# Kobe Shinbun
 (février 2025).
Si vous disposez d'ouvrages ou d'articles de référence ou si vous connaissez des sites web de qualité traitant du thème abordé ici, merci de compléter l'article en donnant les références utiles à sa vérifiabilité et en les liant à la section « Notes et références ».
Le Kobe shinbun (神戸新聞), est un journal quotidien japonais publié principalement dans l'île de Kobe au Japon par le groupe The Kobe Shimbun Press (株式会社神戸新聞社, Kabushiki-gaisha Kōbe shinbunsha).
Le journal possède une édition du matin et une édition du soir.
En novembre 2022, son édition du matin est diffusée à 403.204 exemplaires. Le journal a été publié pour la première fois à Kobe en 1898.

## Source de la traduction
- (ja) Cet article est partiellement ou en totalité issu de l’article de Wikipédia en japonais intitulé « 神戸新聞 » (voir la liste des auteurs).